# Lorenzo Benoni, ovvero Pagine della vita di un Italiano
Lorenzo Benoni, ovvero Pagine della vita di un Italiano è un romanzo a sfondo autobiografico del 1853 di Giovanni Ruffini, ambientato durante il Risorgimento italiano.

## Trama
Con tracce autobiografiche, il romanzo narra delle avventure di un giovane, Lorenzo, che partecipa ai moti carbonari e mazziniani, mentre si innamora di Lilla. Rapporto d'amore sofferto, Lorenzo non si dichiarerà fino al momento dell'esilio. La cronologia degli eventi narrati si ferma all'anno 1833.

## Diffusione
Inizialmente venne scritto in inglese con il titolo: Lorenzo Benoni, or Passages in the Life of an Italian, la prima pubblicazione venne effettuata ad Edimburgo nel 1853.